# Omphalestra semifusca
Omphalestra semifusca là một loài bướm đêm trong họ Noctuidae.